# Capitólio Estadual de Montana
O Capitólio Estadual de Montana (em inglês: Montana State Capitol) é a sede do governo do estado de Montana. Localizado na capital, Helena, foi incluído no Registro Nacional de Lugares Históricos em 1981.